# Trichostylum grandipalpe
Trichostylum grandipalpe är en tvåvingeart som beskrevs av Barraclough 1992. Trichostylum grandipalpe ingår i släktet Trichostylum och familjen parasitflugor. Inga underarter finns listade i Catalogue of Life.